# Prodemoticus orientalis
Prodemoticus orientalis är en tvåvingeart som beskrevs av Villeneuve 1919. Prodemoticus orientalis ingår i släktet Prodemoticus och familjen parasitflugor. Inga underarter finns listade i Catalogue of Life.